# Meta milleri
Meta milleri är en spindelart som beskrevs av Josef Kratochvíl 1942. Meta milleri ingår i släktet Meta och familjen käkspindlar.
Artens utbredningsområde är Kroatien. Inga underarter finns listade i Catalogue of Life.